# 1888 ve fotografii
Tento článek obsahuje významné fotografické události v roce 1888.

## Události
- První svitkový film.
- M. Andresen vynalezl parafenylendiamin, látku pro jemnozrnnou černobílou vývojku.[1][2]
- 4. září – George Eastman obdržel americký patent #388850 na svou skříňovou kameru (anglicky box camera) – první komerčně úspěšnou skříňovou kameru pro svitkový film. Eastman si také zaregistroval ochrannou známku Kodak.[3] Eastman vymyslel název Kodak se svou matkou jako přesmyčku. Použil pro vytvoření jména tři hlavní pilíře: musí být krátké, nemůže být zkomolené (špatně vyslovené), nemůže připomínat něco jiného, nebo být spojováno s něčím jiným než samo sebe.[4]
- Byl masově inzerován Kodak Brownie – N°1 box camera. První „easy-to-use“ fotoaparát byl lehký a levný.
- Jakub Husník začal průmyslově aplikovat další svůj vynález – tisk vodoznaků.
- Arthur Batut v Labruguière ve Francii pořídil první letecké fotografie z draka.[5][6]
- Amedee Denisse vyvinul v roce 1888 raketu s kamerou a padákem, vznikla tak první „raketová fotografie“.
- Fotograf Ottomar Anschütz patentoval závěrku, která leží před obrazovou rovinou.

## Narození v roce 1888
- 10. ledna – Paul Stang, norský fotograf samouk (†  14. prosince 1923)
- 20. května – Axel Swinhufvud, švédský fotograf a obchodník s papírem († 10. září 1978)
- 1. června – Hans Johnsrud, norský fotograf († 26. prosince 1967)
- 1. září – Antonín Tonder, fotograf († 1953)
- 13. září – Fred Hultstrand, americký fotograf († 28. června 1968)
- 20. září – Eugen Wiškovský, filolog a fotograf († 15. ledna 1964)
- 26. prosince – Eleanor Butler Rooseveltová, americká filantropka a fotografka (†  29. května 1960)
- ? – Alexander Binder, švýcarský fotograf († 25. února 1929)
- ? – Bajazid Doda, albánský fotograf a spisovatel († 25. dubna 1933)
- ? – Melbourne Spurr, americký fotograf filmových hvězd (* 22. prosince 1888 † 3. října 1964)
- ? – Antonín Kurka, český fotograf první světové války a úředník (20. dubna 1888 – 22. října 1951)
- ? – Jana Jeništová-Fiedlerová, česká fotografka, spolumajitelka fotografického ateliéru v Prostějově. Stala se jednou z prvních Češek, které se začaly zabývat uměleckou fotografií a byla oceněna na několika mezinárodních fotografických výstavách. 16. února 1888 Prostějov – 10. listopadu 1966
- ? – Maria Kietlińska, polská umělecká fotografka, dokument, krajiny, členka Svazu polských uměleckých fotografů, členka Polské fotografické společnosti a členka Varšavské fotografické společnosti (1. února 1888 – 24. července 1966)
- ? – Kaja Larsenová, norská fotografka, převážně portréty, ale i reportážní fotografie, fotografovala mnoho obyvatel Sámského původu (20. července 1888 – 6. července 1963)
- ? – Jindřich Vaněk, český architekt a fotograf, mj. v časopisu Pestrý týden (28. června 1888 – 19. listopadu 1965)

## Úmrtí v roce 1888
- 18. dubna – James Robertson, britský fotograf, rytec klenotů a mincí (* 1813)
- 18. listopadu – Walery Rzewuski, polský fotograf a komunální politik (* 14. června 1837)
- ? – Constant Alexandre Famin, francouzský fotograf (* 1827)
- ? – Giacomo Luzzatto, italský fotograf (* 1827)
- ? – Fred Kruger, australský fotograf německého původu známý svými ranými fotografiemi krajiny a domorodých obyvatel ve Victorii v Austrálii (* 18. dubna 1831 – 15. února 1888)